# Akouda
Akouda (àrab: أكودة, Akūda) és una ciutat de Tunísia, a la governació de Sussa, amb una població de 21.237 habitants (2005). Es troba a la costa, just al nord de Sussa i és també seu d'una delegació o mutamadiyya que porta el seu nom, amb 25.717 habitants.

## Administració
És el centre de la delegació o mutamadiyya homònima, amb codi geogràfic 31 56 (ISO 3166-2:TN-12), dividida en sis sectors o imades:
- Akouda Est (31 56 51)
- Akouda Ouest (31 56 52)
- Chott Meriam (31 56 53)
- Chott Er-Romane (31 56 54)
- El Fokaïa (31 56 55)
- Ettantana (31 56 56)

Al mateix temps, forma una municipalitat o baladiyya (codi geogràfic 31 16), dividida en dues circumscripcions o dàïres:
- Akouda (31 16 11)
- Ettantana (31 16 12)